# عمليات الإخلاء خلال الحرب الفلسطينية الإسرائيلية
في أعقاب اندلاع الحرب الفلسطينية الإسرائيلية (2023 – الآن)، أجلت العديد من الدول رعاياها من إسرائيل وغزة وكذلك من المناطق الخاضعة لسيطرة السلطة الفلسطينية. كما أجلت إسرائيل العديد من مواطنيها من مناطق معينة قريبة من غزة أو من الناجين من المناطق التي تعرضت للهجوم في 7 أكتوبر 2023.

## الجدول الزمني

### أكتوبر 2023
عقب هجمات السابع من أكتوبر بفترة وجيزة، أجلت إسرائيل العديد من المستوطنات المتضررة من تلك الهجمات، وقامت بإيواء الأشخاص الذين تم إجلاؤهم في فنادق وشقق سكنية في مناطق أخرى من إسرائيل. وفي هذا السياق، تم إجلاء حوالي 200 ألف شخص من المناطق الحدودية التي تشترك فيها إسرائيل مع قطاع غزة ولبنان. ومن بين المناطق التي تم إخلاؤها كيبوتس كفر غزة، الذي تعرض للهجوم ويبعد حوالي 1.2 ميل عن قطاع غزة، وكيبوتس ساسا الواقع على بعد حوالي 1.9 ميل من الحدود اللبنانية. 
بعض الشقق السكنية التي تم التبرع بها للمدنيين الذين جرى إجلاؤهم كانت قد خُصصت في بادئ الأمر للاجئين الأوكرانيين الفارين من الغزو الروسي لأوكرانيا، ولكن أُعيد توجيهها لأغراض أخرى لاحقًا. 

#### 8 أكتوبر
أرسلت القوات الجوية البرازيلية ست طائرات عسكرية إلى إيطاليا، تتضمن طائرتين من طراز إمبراير سي-390 ميلينيوم، وطائرتين من طراز إمبراير 190، وطائرتين من طراز إيرباص إيه 330. وأوضحت القوات الجوية البرازيلية أنه "بالتنسيق مع وزارتي الدفاع والشؤون الخارجية، كُلفت بمهمة إعادة المواطنين البرازيليين الموجودين في إسرائيل إلى أرض الوطن". من جانبه، صرح الرئيس البولندي أندريه دودا قائلًا: "إننا بصدد إرسال طائرات نقل تابعة لسلاح الجو لتنفيذ عملية إجلاء البولنديين المقيمين حاليًا في إسرائيل"، مضيفًا: "ونعمل جاهدين لضمان عودة جميع مواطنينا إلى ديارهم بسلام". 
كما أعلنت وزارة الخارجية اليونانية عن تواصلها مع المواطنين اليونانيين في إسرائيل، مشيرة إلى أن 149 مواطنًا قد سجلوا أسماءهم بغرض الإجلاء.  وفي ساعات المساء، أقلعت الطائرة الأولى إلى أثينا وعلى متنها 81 منهم. 
أعلنت وزارة الخارجية الألبانية أنها أجلت 40 ألبانيًا من إسرائيل. وكان من بين الذين تم إجلاؤهم مواطنان من كوسوفو، أحدهما ابنة وزير داخلية كوسوفو جلال سفيتشلا، بالإضافة إلى مواطنين من مقدونيا الشمالية. وصرحت وزارة الخارجية بأنه "في الأيام المقبلة، ستكون هناك المزيد من الرحلات الجوية الخاصة إلى تل أبيب، فيما تنسق وزارة الخارجية مع الوزارات النظيرة في دول المنطقة لتقديم المساعدة لجميع المواطنين الذين يرغبون في العودة إلى بلدانهم". 
وغادرت طائرة حكومية بلغارية تل أبيب وعلى متنها 92 بلغاريًا وكرواتي واحد، معظمهم من السياح، بالإضافة إلى مجموعة من أطباء الأسنان كانوا يشاركون في مؤتمر. ونظرًا لتصنيفها كطائرة دبلوماسية، فقد حصلت على تصريح من السلطات الإسرائيلية. وبينما أشاد وزير النقل جورجي غفوزديكوف ببلغاريا لكونها من أوائل الدول التي أجلت مواطنيها، صرحت نائبة رئيس الوزراء ماريا غابرييل بأنه لم يكن من المتوقع نقل الدبلوماسيين وعائلاتهم في تلك المرحلة. 
وقالت وزارة الخارجية الرومانية إنه تم إجلاء 115 رومانيًا، وذلك بعد أن كانت قد أعلنت عن إجلاء 346 شخصًا، من بينهم مواطنون رومانيون وأجانب، ما بين ليلة السبت ويوم الأحد عبر رحلتين جويتين لشركة الطيران تاروم، وأشارت إلى وجود حوالي 900 روماني في إسرائيل. 
وأكد السفير البوسني دوشكو كوفاتشيفيتش إجلاء مواطن بوسني واحد بمساعدة من السفارة الصربية. 

#### 9 أكتوبر
أكد وزير الدفاع البولندي عملية الإجلاء، موضحًا أن وارسو دشنت "جسرًا جويًا للإجلاء" لنقل المواطنين البولنديين من إسرائيل إلى جزيرة كريت قبل مواصلة رحلتهم إلى الوطن. وحتى الساعة 13:00 بالتوقيت العالمي المنسق، أكدت الوزارة وصول ثلاث رحلات جوية إلى وارسو، بينما كانت رحلة رابعة في طريقها. ووفقًا لبيانات شركة سيروم، تمتلك بولندا خمس طائرات من طراز لوكهيد سي-130 هيركوليز. 
وقالت الخطوط الجوية السويسرية الدولية إنها ستُسيّر رحلة جوية خاصة من زيورخ إلى تل أبيب في 10 أكتوبر، باستخدام طائرة من طراز إيرباص إيه 321 تتسع لـ 219 مقعدًا؛ إلا أن شركة الطيران صرحت بأنها لن تُسيّر أي رحلات جوية من وإلى إسرائيل حتى 14 أكتوبر. 
وتم إجلاء حوالي 120 آيسلنديًا عبر الأردن بعد أن تعطلت رحلتهم بسبب الحرب. وكان من المفترض أن يستقلوا طائرة تابعة للخطوط الجوية الآيسلندية (آيسلند إير) وفرتها الحكومة في تل أبيب، ولكن، بسبب الإجراءات الأمنية، رفضت شركة الطيران السفر إلى إسرائيل. ونتيجة لذلك، توجه السياح إلى عمّان حيث استقلوا الطائرة في الساعة 21:20 بتوقيت الأردن الصيفي (18:20 بالتوقيت العالمي المنسق). 

#### 10 أكتوبر
بدأت الأرجنتين في إجلاء 1,246 مواطنًا من إسرائيل. وصرح وزير الدفاع خورخي تايانا بأنه يتم إرسال ثلاث طائرات يوميًا لإجلاء المواطنين إلى روما، إيطاليا؛ وبعد ذلك، ستقوم شركة الطيران الحكومية "إيرولينياس أرجنتيناس" بنقلهم جوًا إلى وطنهم.  وفي وقت لاحق، نشر وزير الخارجية سانتياغو كافييرو على منصة إكس أن أولى الرحلات الجوية من بين عدة رحلات قد وصلت إلى روما. 
وأجلت الخطوط الجوية السويسرية الدولية 220 مواطنًا سويسريًا، مع توقع وصول طائرات أخرى، تتسع كل منهما لـ 215 مقعدًا، في يومي 11 و12 أكتوبر. 
وأعلنت وزيرة الخارجية الفرنسية كاثرين كولونا والسفارة الفرنسية أن وحدة الأزمات التابعة لوزارتها تقوم بتنظيم رحلة خاصة لشركة الخطوط الجوية الفرنسية إلى باريس في 12 أكتوبر للمساعدة في إجلاء المواطنين الفرنسيين الذين لم يتمكنوا من المغادرة. وذُكر أن الرحلة مخصصة للحالات "الأكثر ضعفًا" مثل النساء الحوامل، والقصر غير المصحوبين بذويهم، والأشخاص الذين يحتاجون إلى مساعدة طبية. 
كما أعلنت وزارة الخارجية الألمانية أن البلاد ستقوم بإجلاء مواطنيها يومي 12 و13 أكتوبر، حيث ستُسيّر شركة لوفتهانزا رحلات خاصة من إسرائيل. وسيتم إبلاغ المسجلين على قائمة "إليفانت" الألمانية في 12 أكتوبر بطرق حجز تذاكر تلك الرحلات الخاصة. 
وأعلنت وزارة الخارجية اليونانية أنه تم إجلاء 90 مواطنًا إضافيًا من إسرائيل عبر شركة الطيران إل عال،  مع ترتيب طائرة أخرى لليوم التالي. 
وصرحت المتحدثة باسم وزارة الخارجية الروسية ماريا زاخاروفا بأن خطط إجلاء المواطنين الروس من الأراضي الفلسطينية جارية، وأن المزيد من الرحلات التجارية لا تزال متاحة للموجودين في إسرائيل. 
وذكرت وزارة الخارجية البرازيلية في منشور على منصة إكس (تويتر سابقًا) أن عمليات إجلاء مواطنيها قد بدأت.  وفي منشور آخر على منصة إكس، ذكرت وزارة خارجية بنما أنها تنسق عملية إجلاء مواطنيها الموجودين في إسرائيل. 
وسافر وزير الخارجية التشيكي يان ليبافسكي إلى إسرائيل للقاء الرئيس إسحاق هرتسوغ، مما جعله أول سياسي أجنبي يسافر إلى إسرائيل منذ بدء الحرب. وفي اليوم نفسه، كتب ليبافسكي في منشور على منصة إكس أنه استقل طائرة تقل مواطنين تشيكيين عائدين من إسرائيل إلى وطنهم. 

#### 11 أكتوبر
في 11 أكتوبر أرسلت القوات الجوية الكولومبية طائرتين من طراز بوينغ 737 لإجلاء مجموعة من المواطنين الكولومبيين من إسرائيل.  وتم إجلاء 110 كولومبيين في الطائرة الأولى.  وصرحت وزيرة الخارجية الفنلندية إيلينا فالتونين للصحفيين بأن فنلندا ستقوم بإجلاء مواطنيها من إسرائيل وفلسطين في الأيام التالية، وأشارت إلى وجود أكثر من 170 فنلنديًا يحتاجون إلى الدعم في منطقة الأزمة لترتيبات السفر.  وقالت الحكومة الدنماركية إنها ستقوم بإجلاء مواطنيها وكذلك حاملي الإقامة الدائمة في البلاد من إسرائيل وفلسطين. ويُعتقد أن 1,290 دنماركيًا موجودون في تلك المناطق المتأثرة. 
وأعادت البرتغال 152 من مواطنيها إلى الوطن، بالإضافة إلى 14 أوروبيًا آخرين.  وستقوم طائرة أخرى بإجلاء آخرين من إسرائيل في 12 أكتوبر، وفقًا لوكالة رويترز.  وهبط 192 كوريًا جنوبيًا بسلام في مطار إنتشون الدولي في الصباح الباكر قادمين من تل أبيب. وصرح وزير الخارجية بأنه سيتم إجلاء 30 آخرين عبر رحلات تجارية، كما سيغادر 30 إضافيين، كانوا في رحلة حج مسيحية، عبر الأردن.  ونظمت النرويج رحلة جوية من المقرر أن تغادر في المساء لمواطنيها في إسرائيل والأراضي الفلسطينية، وبلغ عدد النرويجيين في إسرائيل 500 شخص. 
وأعلن حاكم ولاية لاغوس، باباجيد سانو-أولو، على منصة إكس أن نيجيريا قد أجلت 310 من الحجاج المسيحيين عبر الأردن. وأوضح أن الحجاج كانوا مسافرين من بيت لحم إلى الناصرة عندما تفاجأوا بالهجوم، وأنهم "شعروا بالخوف وأراد الجميع العودة إلى نيجيريا، فلا أحد يرغب في الموت". 
وأعلنت حكومة أستراليا عن رحلتين على الأقل لشركة كانتاس إلى تل أبيب، على الرغم من أن شركة الطيران لا تسير رحلات إلى هناك في العادة. ورغم أنه من المقرر أن تبدأ الرحلات في 13 أكتوبر، إلا أن تفاصيل الرحلات لم تكن قد وُضعت في صيغتها النهائية بعد. وصرح رئيس الوزراء أنتوني ألبانيز بأن الرحلات ضرورية لأن "العديد من الأستراليين يواجهون صعوبات مع التأخير والإلغاء في الرحلات التجارية". وقالت وزيرة الخارجية بيني وونغ إنه يمكن تنظيم رحلات إجلاء إضافية غير الرحلتين المذكورتين. كما حثت وونغ المواطنين في 10 أكتوبر على عدم انتظار الرحلات التي تنظمها الحكومة عندما تكون الرحلات التجارية متاحة. وذكرت صحيفة "الغارديان أستراليا" أن الحكومة طلبت من شركة كانتاس وشركة خطوط فيرجن أستراليا الجوية المساعدة في إعادة الأستراليين من البلاد إلى وطنهم. 
وصرحت وزيرة الخارجية الألمانية أنالينا بيربوك في البوندستاغ (البرلمان الألماني) بأن جميع الطلاب تمكنوا من مغادرة إسرائيل.  وفي مقابلة مع مذيع من قناة ZDF (التلفزيون الألماني الثاني)، الذي سأل عن سبب عدم استخدام ألمانيا للطائرات العسكرية، قالت بيربوك إنه "بالنظر إلى الوضع الذي يتعين علينا فيه إخراج أعداد أكبر بكثير من الناس، لا يمكننا إرسال طائرة عسكرية، لذلك اعتنينا أولًا بالأطفال والشباب الذين كانوا هناك بدون والديهم". 
وأعلن وزير الدفاع الفيجي بيو تيكودوادوا أن طائرة تابعة لشركة خطوط فيجي الجوية تقل حوالي 200 فيجي، بالإضافة إلى 13 أستراليًا، و16 نيوزيلنديًا، و8 سامويين، وكذلك مواطنين من كندا والفلبين والولايات المتحدة، قد غادرت من تل أبيب وستصل إلى نادي في 12 أكتوبر. 
ونشرت وزارة الدفاع الإسبانية على منصة إكس أن طائرة تقل حوالي 200 مواطن إسباني ومن الاتحاد الأوروبي وصلت إلى إسبانيا. وفي وقت لاحق، نشر وزير الخارجية الإسباني خوسيه مانويل ألباريس أن طائرة أخرى كانت في طريقها. 
وذكرت الوكالة السويدية للطوارئ المدنية أن الحكومة السويدية بدأت في إجلاء السويديين من إسرائيل.  وقالت وزارة الخارجية المكسيكية إن طائرتين تقلان مواطنين أقلعتا من إسرائيل إلى شانون بأيرلندا، في طريقهما إلى المكسيك.  وأعلنت وزارة الخارجية التشيلية أن الرحلة الأولى التي تقل مواطنين تشيليين قد غادرت، وأن الرحلة الثانية غادرت لاحقًا في نفس اليوم.  وصرحت المتحدثة باسم وزارة الخارجية التايلاندية كانتشانا باتاراتشوك للصحفيين بأن رحلات الإجلاء ستغادر في أيام 12 و15 و16 أكتوبر على التوالي. 

#### 12 أكتوبر
أعلنت وزيرة خارجية نيوزيلندا نانايا ماهوتا عن شراكة بين الحكومة وشركة الاتحاد للطيران لتسهيل إجلاء مواطنيها وغيرهم من المؤهلين للإجلاء من دول أخرى في المحيط الهادئ من تل أبيب.  وأعلن البيت الأبيض أن الحكومة الأمريكية ستبدأ في تنظيم رحلات إجلاء، من المتوقع أن تبدأ في اليوم التالي، لمساعدة الأمريكيين على مغادرة إسرائيل. وصرحت مصادر مطلعة على الخطط بأن الحكومة كانت ترتب لأربع رحلات جوية يوميًا. 
وأجلت كندا مواطنيها من تل أبيب إلى أثينا، اليونان، عبر طائرتين تابعتين لسلاح الجو الملكي الكندي، بعد أن نفذت الحكومة خطة إجلاء المواطنين. ومن أثينا، ستصل طائرة تابعة لشركة طيران كندا في 13 أكتوبر، لنقل الذين تم إجلاؤهم إلى تورونتو. وصرح مسؤولون بأنهم يستكشفون وسائل أخرى للإجلاء من إسرائيل، بما في ذلك السفر البري إلى الأردن.  ووصلت إلى بانكوك الدفعة الأولى من العمال التايلانديين الذين تم إجلاؤهم من إسرائيل. 
ورتبت وزارة الخارجية وشؤون الكومنولث والتنمية رحلات جوية للبريطانيين العالقين في إسرائيل، حيث غادرت الطائرة الأولى تل أبيب في نفس اليوم. وصرحت الوزارة بأنه ستكون هناك المزيد من الطائرات "رهنًا بالوضع الأمني". كما ذكرت أن الرحلات ستكون ذات طابع تجاري؛ حيث سيدفع الركاب 300 جنيه إسترليني للرحلة عائدين إلى البلاد. وكان هذا القرار بمثابة تراجع من حكومة البلاد بعد أن قالت سابقًا إن المملكة المتحدة لن تنظم عمليات إجلاء بسبب توفر الرحلات التجارية.  ونظمت وزارة الخارجية الألمانية خيار مغادرة آخر وهو عبر عبّارة من إسرائيل إلى قبرص، مع الترتيب للمزيد في غضون أيام قليلة.  وبدأت نيبال عبر الخطوط الجوية النيبالية عملية إعادة مواطنيها إلى الوطن. 

#### 13 أكتوبر
قال رئيس وزراء جزر كوك، مارك براون، إن أستراليا تعرض المساعدة لإعادة مواطني الجزر من إسرائيل إلى وطنهم. وصرح لصحيفة 'كوك آيلاندز نيوز' بأن الحكومة على اتصال بالمقيمين المتبقين وتأمل أن يتمكنوا من مغادرة البلاد في ذلك اليوم. وأضاف أن جزر كوك ستسعى للتعاون مع أستراليا إذا لم يتمكن المقيمون من مغادرة إسرائيل. 
واحتفل رئيس وزراء فيجي سيتيفيني رابوكا بعودة الفيجيين الذين أُعيدوا إلى وطنهم من إسرائيل، والذين بلغ عددهم 255 شخصًا. 
وأعلنت وزارة الخارجية اليونانية عن استكمال إجلاء ما مجموعه 230 مواطنًا يونانيًا من إسرائيل عبر ثلاث مراحل في أيام 9 و10 و12 أكتوبر. وأضافت أيضًا أنه تم تأمين عودة مواطنين من إحدى عشرة دولة، من بينها إسرائيل. 

#### 14 أكتوبر
أرسلت حكومة الأوروغواي طائرة من طراز سي-130 هيركوليز تابعة لسلاح الجو الأوروغوياني في 14 أكتوبر لإجلاء 90 أوروغويانيًا من إسرائيل. غادرت طائرة سلاح الجو تل أبيب وعلى متنها من تم إجلاؤهم ونقلتهم إلى مدريد لرحلات ربط جوية.  ومع وجود 22,000 مواطن أوروغوياني يعيشون في إسرائيل، قالت الحكومة إنه قد يتم ترتيب رحلة إجلاء أخرى في المستقبل حيث طلب المزيد من الأوروغويانيين المساعدة لمغادرة البلاد. 
وأجلت حكومة تونغا 61 شخصًا على متن رحلة جوية إلى لندن، كان 30 منهم من مواطني تونغا والباقون من مواطني نيوزيلندا وأستراليا وفيجي.  وكان معظمهم جزءًا من مجموعة حجاج كانوا في القدس.  وفور وصولهم إلى مطار ستانستيد، احتفل رئيس الوزراء سياوسي سوفاليني بعملية الإجلاء. 

#### 16 أكتوبر
بحلول 16 أكتوبر، كان قد تم إجلاء 55 مواطنًا نيوزيلنديًا عبر رحلات إنسانية نظمتها وزارة الخارجية والتجارة النيوزيلندية وشركة الاتحاد للطيران. وتم نقل من تم إجلاؤهم جوًا إلى أبو ظبي، حيث كان من المتوقع أن يقوموا بترتيبات سفرهم الخاصة للعودة إلى الوطن. وبقي 70 نيوزيلنديًا، منهم 50 في إسرائيل و20 في الأراضي الفلسطينية. 

#### 19 أكتوبر
بدأت عمليات إجلاء للسكان الإسرائيليين المصنفين كفئات "معرضة للخطر" في مدينة عسقلان، حيث تم تحديد حوالي 24,000 شخص بحاجة إلى الإجلاء. وكان من المقرر إيواء السكان الذين تم إجلاؤهم في غرف فندقية، على أن يتم دفع تكاليفها من مخصصات قدرها 160 مليون شيكل مقدمة من الحكومة الإسرائيلية. 

### نوفمبر 2023

#### 1 نوفمبر
في 1 نوفمبر تم إجلاء 33 مواطنًا برازيليًا من الضفة الغربية عبر الأردن. 

#### 12 نوفمبر
في العاشر من نوفمبر مُنح المواطنون البرازيليون الإذن بمغادرة غزة، غير أن المعبر الحدودي ظل مغلقًا. وفي الثاني عشر من نوفمبر، تمكن جميع المواطنين البرازيليين الـ 32 الذين طلبوا إجلاءهم من مغادرة قطاع غزة عبر مصر.  وقد جرى نقلهم على متن الطائرة الرئاسية المخصصة. ولدى وصولهم إلى العاصمة برازيليا ليلة الثالث عشر من نوفمبر، كان في استقبالهم الرئيس لويس إيناسيو لولا دا سيلفا. وخلال هذا الاستقبال أدان الرئيس ما وصفه بالرد الإسرائيلي غير الإنساني. 

### مارس 2024

#### 15 مارس
أشارت تقارير إلى نزوح ما يقرب من 250 ألف مواطن إسرائيلي بسبب الحرب، من بينهم حوالي 164 ألفًا تلقوا تعليمات أو توصيات بالإجلاء مقابل تعويضات حكومية، بينما قام ما يتراوح بين 100 ألف و150 ألفًا آخرين بإخلاء مناطقهم طواعيةً دون توجيه رسمي. وقد جرى إيواء أعداد كبيرة منهم في فنادق متفرقة في أنحاء إسرائيل. 

## المواطنون الهنود
عملية أجاي هي عملية نفذتها القوات المسلحة الهندية لإجلاء المواطنين الهنود من إسرائيل خلال الحرب الفلسطينية الإسرائيلية.  في وقت بدء الحرب قُدّر عدد الهنود الذين يعيشون في المناطق المتضررة بحوالي 18 ألف شخص. 
العمليات:
- غادرت أول رحلة مستأجرة تحمل مواطنين هنود من إسرائيل مطار بن غوريون في وقت متأخر من يوم 13 أكتوبر 2023 وعلى متنها 211 بالغًا ورضيعًا.
- في 14 أكتوبر وصلت الرحلة الثانية التي تقل 235 هنديًا، من بينهم رضيعان، إلى الوطن بأمان من إسرائيل. [52]
- في 15 أكتوبر وصلت الرحلة الثالثة التي تقل 197 مواطنًا هنديًا إلى الهند. [53]
- في 15 أكتوبر وصلت الرحلة الرابعة التي تقل 274 مواطنًا هنديًا إلى مطار أنديرا غاندي الدولي في دلهي قادمة من مطار بن غوريون في إسرائيل. [54]
- في 17 أكتوبر، تم نقل الرحلة الخامسة التي تقل 286 راكبًا من بينهم 18 مواطنًا نيباليًا بأمان من إسرائيل. [55]
- في 22 أكتوبر، أقلعت الرحلة السادسة التي تقل 143 راكبًا من بينهم مواطنان نيباليان من إسرائيل. [56]

## طالع أيضًا
- التهجير القسري لسكان قطاع غزة